# Oflag IX A/Z
Koordinaten: 51° 0′ 4″ N, 9° 42′ 58″ O
Oflag IX A/Z war ein in Rotenburg an der Fulda in Nordhessen eingerichtetes Gefangenenlager der Wehrmacht im Zweiten Weltkrieg für bis zu 600 Offiziere der Alliierten. Vom 1. Dezember 1939 bis Juni 1940 waren zunächst über 400 polnische Offiziere dort untergebracht, danach bis Anfang August 1942 knapp 600 belgische Offiziere. Ab Ende August 1942 waren es dann etwa 600 Offiziere aus Großbritannien und dem Commonwealth, von März bis Juni 1943 auch ca. 150 Offiziere aus den USA.

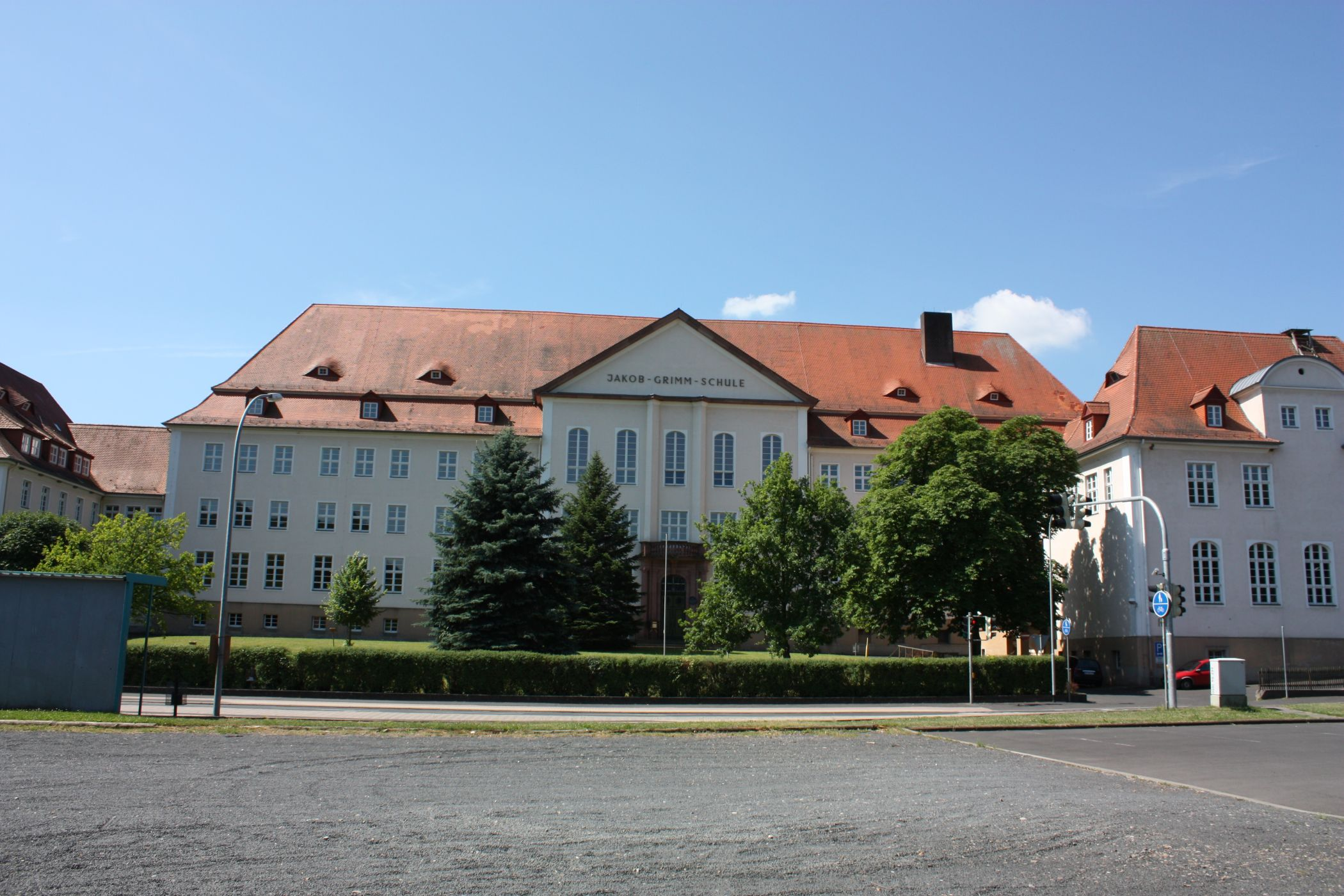
Die Jakob-Grimm-Schule in Rotenburg heute

## Geschichte
Ende August 1939, unmittelbar vor dem deutschen Überfall auf Polen, wurde im Gebäude der Jakob-Grimm-Schule in Rotenburg ein Militärlazarett eingerichtet. Dies wurde jedoch schon wenige Wochen später wieder rückgängig gemacht, und stattdessen diente der Bau ab 1. Dezember 1939 als Gefangenenlager für mehr als 400 polnische Offiziere und 56 polnische Militärpriester. Die 56 Geistlichen wurden am 18. April 1940 ins Konzentrationslager Buchenwald gebracht und von dort am 7. Juli 1942 in das KZ Dachau, wo etwa ein Drittel von ihnen einen gewaltsamen Tod fand, häufig als Opfer pseudo-medizinischer Experimente. Die Offiziere wurden ab 26. Juni 1940 in das Stalag II C bzw. das aus diesem hervorgegangene Oflag II C in Woldenberg in der Neumark gebracht, da man in Rotenburg Platz für beim Überfall auf die Beneluxstaaten gefangene belgische Offiziere benötigte.
Ende Juni 1940 wurden ca. 600 belgische Offiziere nach Rotenburg gebracht. Bis auf einige vorzeitig Entlassene verbrachten sie die nächsten beiden Jahre in Rotenburg, bevor sie Ende Juli/Anfang August 1942 nach Fischbek (bei Hamburg) verlegt wurden. Statt ihrer kamen nunmehr britische, ab 1943 auch australische und neuseeländische und von März bis Juni 1943 auch ca. 150 US-amerikanische Offiziere in das Lager, das Ende August 1942 die Bezeichnung OFLAG IX A/Z erhielt.
Um die Monotonie des Lageralltags zu unterbrechen und sich körperlich und geistig zu betätigen, organisierten die Insassen zahlreiche Aktivitäten. Gartenarbeit, Sport, Musik, Malerei und Theater waren beliebt, daneben nahm aber auch akademische Weiterbildung viel Raum ein. Unter den gefangenen Reserveoffizieren gab es eine Anzahl von Wissenschaftlern, die Lehrveranstaltungen anboten und prüfungsberechtigt waren. Für das Lehrmaterial und die Weiterleitung der Prüfungsleistungen an britische Hochschulen sorgte das Internationale Komitee vom Roten Kreuz. Der Speisesaal stand außerhalb der gemeinsam eingenommenen Mahlzeiten als Studier- und Leseraum zur Verfügung, und daneben war ein kleinerer Raum als ständiges Studierzimmer eingerichtet. Der Buchbestand der Lagerbibliothek zählte im April 1945 mehr als 5.000 Bände; sie wurden nach Kriegsende gemeinsam mit dem Stacheldrahtverhau des Lagers in einer 1934 oberhalb des Schulgeländes durch einen Erdrutsch entstandenen riesigen Grube entsorgt.

## Bekannte Insassen
Der spätere Abgeordnete im britischen Unterhaus und Minister für Luftfahrt Frederick Corfield erwarb sich seine Ausbildung zum Juristen mehrheitlich während seiner Gefangenschaft in Rotenburg. Einer der Dozenten im Lager war der Rechtswissenschaftler Charles Hamson, der nach dem Krieg an die Universität Cambridge zurückkehrte und dort Professor für Internationales und Vergleichendes Recht wurde. Der vor allem durch seine Rolle als Q in 17 James-Bond-Filmen bekannt gewordene Schauspieler Desmond Llewelyn, der als Leutnant der Royal Welch Fusiliers im Mai 1940 in Nordfrankreich in Gefangenschaft kam, war nahezu fünf Jahre lang Insasse im Lager. Auch der britische Brigadier Claude Nicholson, der im Mai 1940 als Befehlshaber von Calais in deutsche Gefangenschaft geraten war, wurde im Oflag IX A/Z gefangen gehalten. Peter Conder, schon im Juni 1940 in Frankreich in Gefangenschaft geraten, kam im Juli 1943 nach Rotenburg und setzte hier seine bereits in den Oflags V B in Biberach, VI B in Dössel und VII B in Eichstätt begonnenen Studien der örtlichen Vogelwelt fort; er war 1963 bis 1976 Direktor der Royal Society for the Protection of Birds.

## Ende
Am 29. März 1945 wurde das Lager, beim Herannahen amerikanischer Truppen, von seinen Bewachern evakuiert, und die Gefangenen wurden auf Fußmärschen durch Thüringen in Richtung Nordosten getrieben. Das letzte Biwak war auf den Wiesen um das ehemalige Kloster Wimmelburg, an der Straße von Sangerhausen nach Eisleben. Dort setzten sich die Bewacher von den Gefangenen ab. Am 13. April 1945 trafen diese auf Soldaten der 3rd Armored Division der US Army.